# Pedro Jaimes Criollo
Pedro Patricio Jaimes Criollo es un venezolano creador y administrador de la cuenta de Twitter @AereoMeteo, una cuenta dedicada a la meteorología y al tráfico aéreo, además de noticias relacionadas con la crisis política y social del país, arrestado el 10 de mayo de 2018 por publicar la ruta del avión presidencial en Twitter. Organizaciones de derechos humanos calificaron su detención como una desaparición forzosa, al estar incomunicado por más de un mes. Después de más de dos años de su detención, se le otorgó libertad plena.

## Antecedentes
Para julio de 2018, según la ONG Espacio Público, un total de 17 venezolanos, incluyendo a Jaimes Criollo, se encontraban detenidos por tuitear, incluyendo a doce hombres y cinco mujeres. Las detenciones comenzaron en el 2014 nueve personas fueron detenidas, quienes dirigieron sus mensajes sobre funcionarios del Estado y a criticar la situación del país. Los arrestos continuaron con una persona detenida en 2015, cinco en 2016 y dos entre 2017 y 2018. El presidente Nicolás Maduro, durante un acto público transmitido por el canal de televisión oficialista Venezolana de Televisión en agosto del 2017, aseguró que los opositores en Twitter “se volvieron locos” en julio y le pidió la pena máxima contra ellos a los miembros de la Asamblea Nacional Constituyente, diciendo “Nada más por los tuiters que publicaron está para que le metan 30 años de cárcel a toditos ellos. Ya eso es tarea de ustedes, no es tarea mía”.

## Detención
El 3 de mayo de 2018, Jaimes Criollo publicó la ruta desde Caracas hacia el estado Aragua del avión presidencial de Nicolás Maduro, el único avión que sobrevolaba el centro del país, información disponible al público y que cuyas normas que la restrinjan no existen, en su cuenta de Twitter @AereoMeteo, donde también divulgaba información sobre el estado del tiempo en Venezuela y en otros países, además de noticias relacionadas con la crisis política y social del país. El 10 de mayo Jaimes Criollo fue detenido sin una orden judicial por funcionarios del Servicio Bolivariano de Inteligencia (SEBIN) por divulgar la información . Sus familiares solo pudieron verlo ese día durante la audiencia de presentación en Los Teques, estado Miranda, donde se ordenó su privativa de libertad, y estuvo desaparecido por más de un mes hasta que le permitieron comunicarse el 15 de junio por teléfono con su familia para informarles sobre sus condiciones de detención. El 29 de mayo, Espacio Público realizó una solicitud de habeas corpus ante un tribunal de control Área Metropolitano de Caracas (AMC) para solicitar una fe de vida a través del SEBIN o para que se abriera una investigación  para garantizar su seguridad personal. Dicha petición fue entregada al fiscal general y al defensor del Pueblo designados por la Asamblea Nacional Constituyente.
Criollo fue detenido en una celda con condiciones precarias en El Helicoide del SEBIN, en Caracas, no tiene acceso a la luz solar, ha sido sometido a malos tratos y a golpizas, y funcionarios le fracturaron una costilla mientras le pedían las contraseñas de sus redes sociales. Su traslado al Helicoide fue irregular porque el tribunal que conoció su caso determinó que su centro de reclusión sería la sede del SEBIN de Los Teques. Espacio Público denunció que por falta de atención médica ha sufrido desmayos, constantes ataques de asmas y que tiene contusiones en todo el cuerpo por las golpizas propinadas.
El Estado ha negado su detención a pesar de su reclusión en el Helicoide. El proceso judicial que enfrenta está lleno de irregularidades ya que sus abogados no han podido tener acceso a su expediente para preparar su defensa y se realizaron 15 diligencias legales para obtener información del tuitero, siendo rechazadas. Además, sus abogados asistieron 17 veces al tribunal donde sería juzgado y no los atendieron o no había despacho. La audiencia preliminar de Criollo que tendría lugar el 25 de julio fue pospuesta.
Después de más de dos años tras su detención, el Tribunal segundo de Juicio de Los Teques, en el estado Miranda, se le otorgó libertad plena.

## Reacciones
La ONG Espacio Público afirmó que todas las formas de discurso están protegidas, independientemente de la mayor o menor aceptación social y estatal con la que cuenten, que el Estado venezolano no puede detener a una persona que brinda información pública, y que durante todo el proceso su núclea familiar se ha visto afectado. IFEX-ALC, una red de organizaciones de derechos humanos de América Latina y el Caribe, rechazó categóricamente "la detención arbitraria, persecución penal, desaparición y tortura" practicadas contra Jaimes Criollo "por ejercer su derecho humano a la libertad de expresión", y ante la "violación sistemática de sus derechos al debido proceso, integridad personal, y vida privada y familiar".